# Technische Universiteit van Pereira
De Technische Universiteit van Pereira (Spaans: Universidad Tecnológica de Pereira) is een publieke onderzoeksuniversiteit, gevestigd in Pereira, Colombia. De universiteit werd opgericht in 1958 met als doel het agrarische gebied waarin het ligt te moderniseren met technologische ontwikkeling.
In de QS World University Rankings van 2020 staat de Technische Universiteit van Pereira op een 201-250ste plaats van Latijns-Amerika, waarmee het de 19e Colombiaanse universiteit op de lijst is (er vallen nog 9 andere Colombiaanse universiteiten in dezelfde categorie).
- International Standard Name Identifier: 0000 0001 2176 1069
- Library of Congress Control Number: n78028114
- Nationale Bibliotheek van Tsjechië: kn20090402009
- Système universitaire de documentation: 132297302
- Virtual International Authority File: 144728582